# Compression d'image
La compression d'image est une application de la  compression de données sur des images numériques. Cette compression a pour utilité de réduire la redondance des données d'une image afin de pouvoir l'emmagasiner sans occuper beaucoup d'espace ou la transmettre rapidement.
La compression d'image peut être effectuée avec perte de données ou sans perte. La compression sans perte est souvent préférée là où la netteté des traits est primordiale : schémas, dessins techniques, icônes, bandes dessinées. La compression avec perte, plus radicale, est utile pour les transmissions à bas débit, mais dégrade la qualité de l'image restituée. Les méthodes de compression sans perte sont également préférées là où la précision est vitale : balayages médicaux ou numérisations d'images pour archivage. Les méthodes avec perte restent acceptables pour des photos dans les applications où une perte mineure de fidélité (parfois imperceptible) est tolérée pour réduire les coûts de stockage ou d'envoi.
Pourquoi peut-on compresser ? Parce qu'une image où chaque point serait parfaitement indépendant des autres n'aurait pour nous pas d'intérêt : une image ne nous est utile que si elle contient des corrélations, qui dès lors qu'elles existent peuvent permettre les compressions en question.
Les méthodes les plus importantes de compression d'image sans perte sont :
- la méthode du codage des répétitions, utilisée sur les premiers scanners et télécopieurs ;
- le codage entropique ;
- les algorithmes à dictionnaire adaptable tels que LZW, davantage adaptés à l'information de type texte.

Les méthodes les plus importantes de compression avec perte sont :
- la réduction de l'espace de couleur aux couleurs les plus fréquentes dans une image. Les couleurs choisies sont indiquées dans la palette de couleur dans l'en-tête de l'image compressée. Chaque pixel indique juste une référence sur une couleur dans la palette de couleurs.

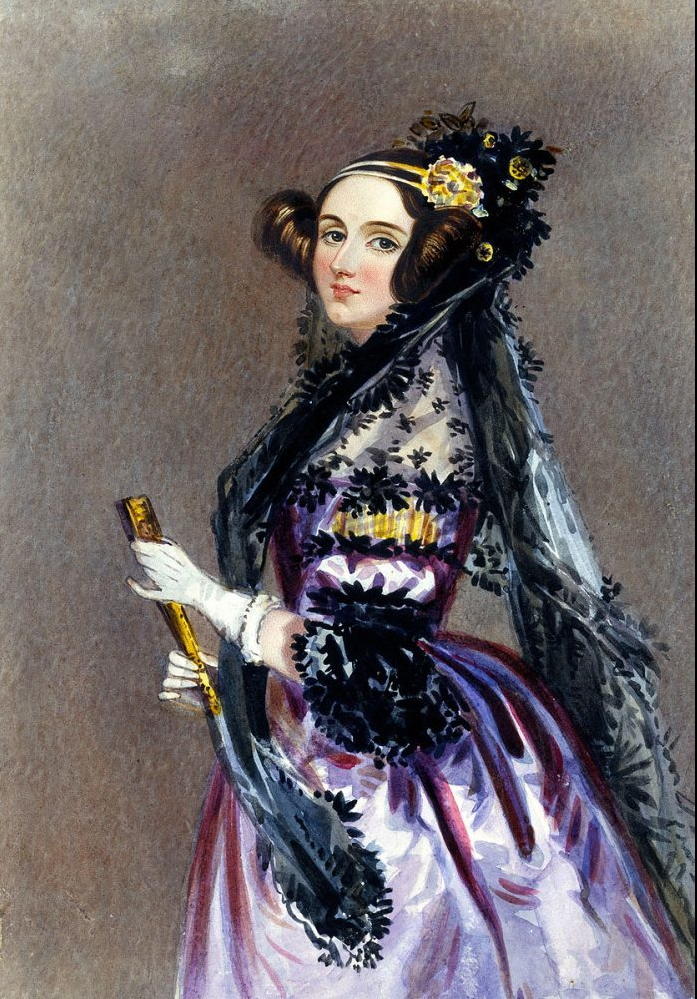
Portrait d'Ada Lovelace ; image comportant 130 000 couleurs différentes.
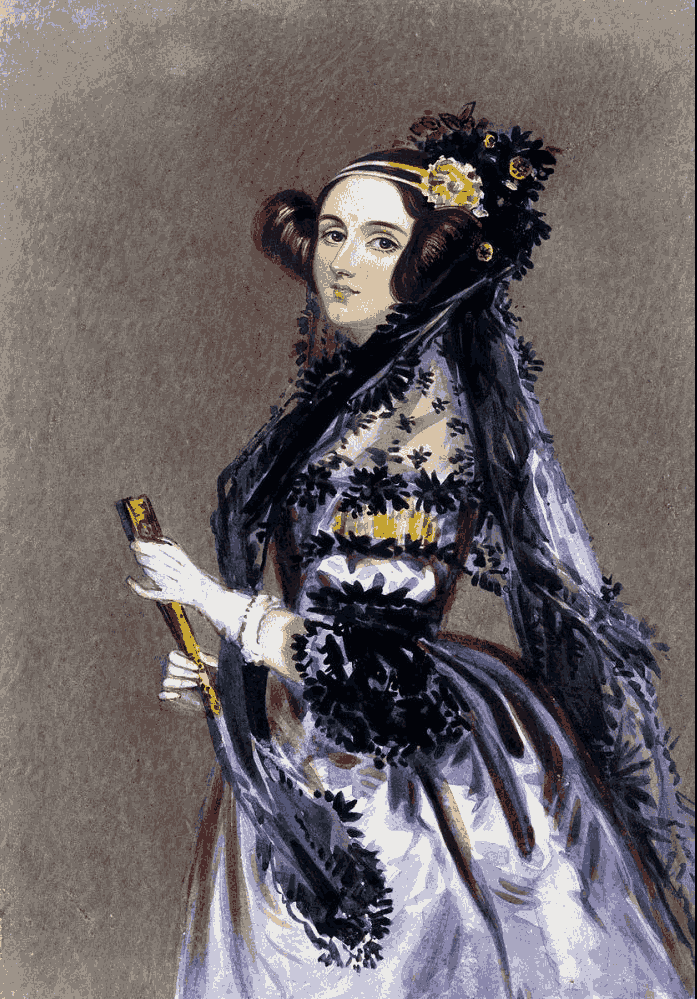
Même image, mais avec seulement 20 couleurs différentes obtenues par la méthode des k-moyennes.

Cette méthode peut être combinée avec le dithering pour brouiller les frontières de couleur.
- le sous-échantillonnage de la chrominance. Cette méthode profite du fait que l'œil perçoit la luminosité plus vigoureusement que la couleur, en laissant tomber au moins la moitié des informations de chrominance dans l'image.
- le codage par transformation. C'est généralement la méthode la plus utilisée. La transformée en cosinus discrète et la transformation par ondelettes sont les transformations les plus populaires. Le codage par transformation comprend l'application de la transformation à l'image, suivie d'une quantification et d'un codage entropique.
- la compression fractale.

## Utilisation
La compression d'image est essentielle pour diverses applications, notamment pour le web où la réduction de la taille des fichiers d'image permet un chargement plus rapide des pages web, améliore le référencement pour les moteurs de rehcerche (SEO), améliore l'expérience utilisateur et réduit la consommation de bande passante. Il existe même des outils permettant d'automatiser la compression des images.
Des outils comme FFmpeg sont souvent utilisés pour automatiser et optimiser ce processus. FFmpeg, en particulier, est une solution open-source puissante qui permet de manipuler des fichiers multimédias de multiples formats, y compris la compression d'images. Il est largement utilisé pour convertir, compresser et diffuser des fichiers vidéo et image en ligne. Pour le web, les formats de fichiers préférés sont WebP et AVIF, car ils offrent une excellente compression tout en maintenant une haute qualité visuelle.
La compression d'image joue également un rôle crucial dans les domaines de la photographie numérique, la vidéo surveillance, la télédétection, et l'imagerie médicale. Dans ces contextes, la gestion efficace du stockage et de la transmission des données est primordiale. Par exemple, les scanners médicaux utilisent souvent des algorithmes de compression sans perte pour garantir que les images restent d'une précision absolue, indispensable pour un diagnostic précis.
En résumé, la compression d'image, qu'elle soit avec ou sans perte, permet non seulement d'optimiser le stockage et la transmission des fichiers, mais aussi d'assurer que les images restent accessibles et utilisables dans des environnements variés, du web à l'imagerie scientifique.